# Чортківська кондитерська фабрика
Чортківська кондитерська фабрика — підприємство з виробництва кондитерських виробів у Чорткові, засноване у 1944 році.

## Відомості
На початку свого існування на фабриці працювало 18 осіб, які власноруч виготовляли 80—86 т продукції щорічно. Кондитерське підприємство виготовляло таку продукцію: карамель (5-6 видів), мармелад, а згодом — печиво та вафлі..
У 1960—1980 роках фабрика стає відомою не лише в області та Україні, а й далеко за її межами.
2005 року фабрика припинила  виготовлення продукції та перестала існувати взагалі.
На місці фабрики є плани побудувати житловий комплекс «Замковий».